# 브로콜리 너마저
브로콜리 너마저(Broccoli you too)는 윤덕원(베이스, 보컬), 잔디(키보드), 류지(드럼)로 구성된 대한민국의 모던 록 밴드이다.
참신한 가사와 멜랑꼴리한 '청춘의 사운드'로 많은 사랑을 받았다. 2007년 EP 〈앵콜요청금지〉가 입소문만으로 널리 알려지면서 대중들에게 알려지기 시작해 2008년 1집 정규 앨범 《보편적인 노래》는 약 4만 장의 판매고를 올리며 스테디셀러 반열에 올랐다. 이후 '스튜디오 브로콜리'라는 독립 레이블을 설립하였고, 2010년에 발매한 정규 2집 《졸업》은 완성도를 비롯해 모든 면에서 진일보했다는 호평을 받으면서 자립할 수 있는 기반이 마련되었다. 
1집 수록곡〈보편적인 노래〉와 2집 수록곡〈졸업〉은 한국대중음악상 최우수 모던 록 노래부분에서 2010년(7회)에 이어 2011년(8회)에도 수상하는 성과를 냈다. 공연 및 음반 기획, 제작부터 유통까지 모든 과정을 전문 기획사의 도움이나 홍보 없이 스스로 일궈냈다는 점에서 의미가 있다.

## 역사
이전 소속 레이블인 붕가붕가레코드와 루오바 뮤직에서 2008년까지 발매한 1집과 싱글, EP앨범들은 2012년에 모두 절판되었다. 이를 대신하기 위해 절판된 앨범들의 수록곡 중 17곡을 원테이크로 재녹음하여 베스트앨범 형태의 《골든-힛트 모음집 [앵콜요청금지.]》를 같은해에 발매하였다. 이후 데뷔 EP앨범《앵콜요청금지》는 2016년에 재발매되었으나, 나머지 절판된 앨범들은 현재까지 모든 음원 사이트에서 스트리밍 및 다운로드가 제한되어 있다.
대중의 반응과 평가가 모두 좋았던 정규 1집의 발매 쇼케이스 직후 모든 활동을 중단하여 불화설과 해체설이 있었는데, 이듬해 계피가 탈퇴한 후 활동을 재개하였다. 레이블과 밴드의 공동 소유였던 1집에 대한 제작자의 권리가 3년간의 계약기간 만료로 2012년에 밴드 멤버들의 공동 소유로 이전되었는데, 탈퇴한 계피가 재발매를 반대하여 앨범이 절판되었다. 일련의 과정들과 함께 계피가 탈퇴 이후 브로콜리 너마저에 대한 언급이 일체 없었다는 점도 불화설로 보는 근거다.
- 2005년 8월, 덕원, 잔디, 현호가 밴드를 결성하고  계피 합류
- 2005년 겨울, 첫 번째 데모 《봄이 오면/꾸꾸꾸》 발표
- 2006년 현호 탈퇴
- 2006년 가을, 향기와 류지 합류
- 2007년 10월 22일, 첫 EP 《앵콜요청금지》 발매
- 2008년 12월 9일, 첫 정규 음반 《보편적인 노래》 발매
- 2009년  계피 탈퇴
- 2009년 4월 1일 '라이브클럽 빵'에서의 기획공연 '잔인한사월 늦은아홉시'로 활동을 시작, 4월 한 달 동안 총 4회의 '만원공연'을 진행
- 2009년 4월 22일, 두 번째 데모 《잔인한사월》 발매
- 2009년 10월 30일, 세 번째 데모 《브로콜리O마저》 발매
- 2010년 10월 25일, 정규 2집 앨범 《졸업》 발매
- 2012년 2월 1집 앨범 절판
- 2012년 6월 8일, 디지털 싱글 《잔인한 사월》 발매
- 2012년 6월 22일, 그전에 수록된 곡들을 다시 원테이크 녹음한 정규앨범 《골든-힛트 모음집 [앵콜요청금지.]》 발매
- 2012년 12월 6일, EP 《1/10》 발매
- 2016년 6월 29일, 디지털 싱글 《천천히》 발매
- 2016년 7월 27일, 디지털 싱글 《잊어야 할 일은 잊어요》 발매
- 2016년 8월 25일, 디지털 싱글 《공업탑》 발매
- 2016년 11월 18일, 디지털 싱글 《단호한 출근》 발매
- 2016년 12월 30일, 디지털 싱글 《잊어버리고 싶어요》 발매
- 2017년 3월 6일, 디지털 싱글 《살얼음》 발매
- 2017년 4월 24일, 디지털 싱글 《분향》 발매
- 2019년 5월 17일, 정규 3집 《속물들》 발매
- 2020년 1월 15일, 디지털 싱글 《B-SIDE PART. 1》 발매
- 2020년 3월 31일, 디지털 싱글 《B-SIDE PART. 2》 발매
- 2020년 향기 탈퇴
- 2021년 2월 20일, 디지털 싱글 《바른생활》 발매
- 2021년 10월 1일, EP 《어떻게든 뭐라도 해야 할 것 같아서》 발매
- 2021년 12월 24일, EP 《이른 열대야》 발매
- 2022년 6월 9일, 디지털 싱글 《혼자 살아요 (Trot ver.)》 발매
- 2024년 10월 17일, 정규 4집 《우리는 모두 실패할 것을 알고 있어요》 발매

## 이전 구성원
- 현호 (드럼, 2005~2006)
- 계피 (보컬, 2005~2009)
- 향기 (기타, 2006~2020)

## 음반 목록

### 정규 음반
- 1집 《보편적인 노래》 (2008)
- 2집 《졸업》 (2010)
- 《골든-힛트 모음집 [앵콜요청금지.]》 (2012)
- 3집 《속물들》 (2019)
- 4집 《우리는 모두 실패할 것을 알고 있어요》 (2024)

### 비정규 음반
- 데모 《봄이 오면/꾸꾸꾸》 (2006)
- 데모 《잔인한 사월》 (2009)
- 데모 《브로콜리O마저》 (2009)
- EP 《앵콜요청금지》 (2007 / 2016 재발매)
- EP 《1/10》 (2012)
- EP 《어떻게든 뭐라도 해야할 것 같아서》 (2021)
- EP 《이른 열대야》 (2021)
- 싱글 《잔인한 사월》 (2012)
- 싱글 《숨바꼭질》 한효주 & 브로콜리 너마저 (2012)
- 싱글 《천천히》 (2016)
- 싱글 《잊어야 할 일은 잊어요》 (2016)
- 싱글 《공업탑》 (2016)
- 싱글 《단호한 출근》 (2016)
- 싱글 《잊어버리고 싶어요》 (2016)
- 싱글 《살얼음》 (2017)
- 싱글 《분향》 (2017)
- 싱글 《B-SIDE PART. 1》 (2020)
- 싱글 《B-SIDE PART. 2》 (2020)
- 싱글 《혼자 살아요 (Trot ver.)》 (2022)

## 수상
- 2010년 제7회 한국대중음악상 최우수 모던 록 노래부분 - 〈보편적인 노래〉
- 2011년 제8회 한국대중음악상 최우수 모던 록 노래부분 - 〈졸업〉